# Polska Hokej Liga (2021/2022)
Polska Hokej Liga 2021/2022 – 87. sezon mistrzostw Polski w hokeju na lodzie mężczyzn, po raz 67. przeprowadzony w formie rozgrywek ligowych, a po raz 9. pod nazwą Polskiej Hokej Ligi.

## Organizacja rozgrywek

### Kluby uczestniczące
Do ustalonego terminu 31 maja 2021 wymagane wnioski licencyjne złożyło 9 podmiotów reprezentujących zespoły hokejowe uczestniczące w edycji PHL 2020/2021, zaś akcesu nie zgłosili przedstawiciele klubu GKH Stoczniowiec Gdańsk.
Licencję otrzymały kolejno: JKH GKS Jastrzębie, GKS Tychy, GKS Katowice, TH Re-Plast Unia Oświęcim, MKS Cracovia, STS Sanok, Zagłębie Sosnowiec, KH Energa Toruń, Podhale Nowy Targ.

### Informacje o drużynach
| Klub                        | Prezes             | Trener             | Asystent trenera                    | Kapitan drużyny     |
| --------------------------- | ------------------ | ------------------ | ----------------------------------- | ------------------- |
| JKH GKS Jastrzębie          | Kazimierz Szynal   | Róbert Kaláber     | Rafał Bernacki                      | Maciej Urbanowicz   |
| KH GKS Katowice             | Marek Szczerbowski | Jacek Płachta      | Ireneusz Jarosz                     | Grzegorz Pasiut     |
| MKS Comarch Cracovia        | Janusz Filipiak    | Rudolf Roháček     | Dominik Salamon                     | Martin Dudáš        |
| Tauron KH Podhale Nowy Targ | wakat              | Andrej Husau       | Jarosław Różański, Marek Batkiewicz | Maciej Sulka        |
| TH Re-Plast Unia Oświęcim   | Mariusz Sibik      | Tom Coolen         | Piotr Sarnik                        | Krystian Dziubiński |
| Ciarko STS Sanok            | Michał Radwański   | Miika Elomo        | Marcin Ćwikła                       | Bogusław Rąpała     |
| HK Zagłębie Sosnowiec       | Marcin Jaroszewski | Grzegorz Klich     | Marcin Kozłowski                    | Dominik Nahunko     |
| KH Energa Toruń             | Bogdan Rozwadowski | Jussi Tupamäki     | Łukasz Podsiadło                    | Kamil Kalinowski    |
| GKS Tychy                   | Krzysztof Woźniak  | Andriej Sidorienko | Adam Bagiński                       | Michał Kotlorz      |

Uwagi i zmiany
1. Drużyny uszeregowano w zestawieniu wedle kolejności alfabetycznej nazw miast.
2. Odnośnie do GKS Tychy: Krzysztof Woźniak – prezes zarządu Tyski Sport S.A., Wojciech Matczak – kierownik sekcji hokeja na lodzie.
3. W połowie października 2021 trenerem bramkarzy Podhala został ogłoszony Marek Batkiewicz[7].
4. 1 listopada 2021 ogłoszono odejście ze sztabu szkoleniowego GKS Tychy trenera bramkarzy Arkadiusza Sobeckiego[8].
5. 22 listopada 2021 ogłoszono, że prowadzący drużynę Ciarko STS Sanok główny trener Marek Ziętara złożył dymisję z zajmowanej posady[9][10]. 14 stycznia 2022 jako nowy szkoleniowiec został przedstawiony Fin Miika Elomo[11].
6. 28 grudnia 2021 ogłoszono odejście Krzysztofa Majkowskiego ze stanowiska głównego trenera GKS Tychy[12]. Obowiązki szkoleniowca objął tymczasowo Adam Bagiński, a jednocześnie nowym głównym trenerem został ogłoszony Andriej Sidorienko, który posadę objął na początku stycznia 2021[13].
7. W związku z inwazją Rosji na Ukrainę (24 lutego 2022) na początku marca 2022 umowy z rosyjskimi zawodnikami zdecydowały się rozwiązać w trakcie sezonu władze klubów STS Sanok (Aleksandr Mokszancew)[14] oraz GKS Katowice (Aleksandr Jakimienko)[15]. W innych drużynach PHL rosyjscy zawodnicy występowali do końca sezonu.

## Runda zasadnicza
Faza rundy zasadniczej trwała od 10 września 2021 do 20 lutego 2022, a podczas niej rozegrano 40 kolejek.

### Tabela
| Msc. | Drużyna                     | M  | W  | WpD | WpK | PpD | PpK | P  | G+  | G−  | +/−  | Pkt. |
| ---- | --------------------------- | -- | -- | --- | --- | --- | --- | -- | --- | --- | ---- | ---- |
| 1.   | KH GKS Katowice             | 40 | 26 | 2   | 0   | 0   | 1   | 11 | 142 | 85  | +57  | 83   |
| 2.   | KS Re-Plast Unia Oświęcim   | 40 | 24 | 2   | 1   | 1   | 2   | 10 | 150 | 112 | +38  | 81   |
| 3.   | JKH GKS Jastrzębie          | 40 | 24 | 0   | 2   | 1   | 1   | 12 | 137 | 101 | +36  | 78   |
| 4.   | MKS Comarch Cracovia        | 40 | 20 | 2   | 3   | 0   | 1   | 14 | 140 | 112 | +28  | 71   |
| 5.   | GKS Tychy                   | 40 | 21 | 1   | 1   | 3   | 1   | 13 | 132 | 103 | +29  | 71   |
| 6.   | KH Energa Toruń             | 40 | 16 | 2   | 2   | 2   | 0   | 18 | 117 | 115 | +2   | 58   |
| 7.   | Ciarko STS Sanok            | 40 | 14 | 1   | 1   | 1   | 1   | 22 | 116 | 140 | -24  | 48   |
| 8.   | HK Zagłębie Sosnowiec       | 40 | 10 | 1   | 0   | 3   | 3   | 23 | 107 | 156 | -49  | 38   |
| 9.   | Tauron KH Podhale Nowy Targ | 40 | 3  | 0   | 1   | 0   | 1   | 35 | 76  | 193 | -117 | 12   |

Legenda:
- Msc. = lokata w tabeli, M = liczba rozegranych spotkań, W = Liczba meczów wygranych, WpD = Liczba meczów wygranych po dogrywce, WpK = Liczba meczów wygranych po karnych, PpD = Liczba meczów przegranych po dogrywce, PpK = Liczba meczów przegranych po karnych, P = Liczba meczów przegranych, G+ = Gole strzelone, G− = Gole stracone, +/− = Bilans bramkowy, Pkt. = Liczba zdobytych punktów
- = Awans do fazy play-off

### Statystyki
Statystyki zaktualizowane po zakończeniu rundy zasadniczej.
| Gole                                     | Gole | Asysty                                  | Asysty | Punkty                            | Punkty |
| ---------------------------------------- | ---- | --------------------------------------- | ------ | --------------------------------- | ------ |
| Jakub Bukowski (STS Sanok)               | 27   | Patryk Wronka (GKS Katowice)            | 36     | Patryk Wronka (GKS Katowice)      | 58     |
| Krystian Dziubiński (Unia Oświęcim)      | 25   | Aleksandr Wasiljew (Zagłębie Sosnowiec) | 35     | Christian Mroczkowski (GKS Tychy) | 51     |
| Patryk Wronka (GKS Katowice)             | 22   | Teddy Da Costa (Unia Oświęcim)          | 33     | Grzegorz Pasiut (GKS Katowice)    | 50     |
| Grzegorz Pasiut (GKS Katowice)           | 21   | Alexander Szczechura (GKS Tychy)        | 32     | Bartosz Fraszko (GKS Katowice)    | 60     |
| Jewgienij Nikiforow (Zagłębie Sosnowiec) | 20   | Christian Mroczkowski (GKS Tychy)       | 31     | Alexander Szczechura (GKS Tychy)  | 57     |

## Faza play-off
Faza play-off trwała od 23 lutego do 10 kwietnia 22. Przed I rundą (1/4 finału) drużyny z miejsc 1-3 po fazie zasadniczej mogły kolejno wybrać dowolnego rywala z miejsc 5-8, tym niemniej ich wybory okazały się zbieżne z automatycznym przydziałem par tj. 1-8, 2:7, 3:6, 4-5. Po rozegraniu czterech spotkań pierwszego etapu (ćwierćfinałowego) zarządzono przerwę z uwagi na udział zespołu Cracovii w Superfinale Pucharu Kontynentalnego w dniach 4-6 marca 2022.

### Wyniki
Ćwierćfinały:
- KH GKS Katowice (1) – HK Zagłębie Sosnowiec (8) 4:1 (23, 24, 27, 28 lutego, 10 marca)
  - KH GKS Katowice – HK Zagłębie Sosnowiec 6:1 (1:0, 2:1, 3:0)
  - KH GKS Katowice – HK Zagłębie Sosnowiec 2:3 (0:1, 2:1, 0:1)
  - HK Zagłębie Sosnowiec – KH GKS Katowice 3:5 (0:3, 1:1, 2:1)
  - HK Zagłębie Sosnowiec – KH GKS Katowice 3:4 d. (0:1, 2:1, 1:1, d. 0:1)
  - KH GKS Katowice – HK Zagłębie Sosnowiec 9:1 (3:0, 3:0, 3:1)
- KS Re-Plast Unia Oświęcim (2) – Ciarko STS Sanok (7) 4:1 (23, 24, 27, 28 lutego, 10 marca)
  - KS Re-Plast Unia Oświęcim – Ciarko STS Sanok 	2:1 (1:0, 1:1, 0:0)
  - KS Re-Plast Unia Oświęcim – Ciarko STS Sanok 3:2 (1:1, 2:1, 0:0)
  - Ciarko STS Sanok – KS Re-Plast Unia Oświęcim 4:2 (1:0, 1:1, 2:1)
  - Ciarko STS Sanok – KS Re-Plast Unia Oświęcim 2:5 (1:1, 1:1, 0:3)
  - KS Re-Plast Unia Oświęcim – Ciarko STS Sanok 6:1 (1:0, 3:1, 2:0)
- JKH GKS Jastrzębie (3) – KH Energa Toruń (6) 4:3 (23, 24, 27, 28 lutego, 11, 13, 15 marca)
  - JKH GKS Jastrzębie – KH Energa Toruń 5:1 (1:1, 2:0, 2:0)
  - JKH GKS Jastrzębie – KH Energa Toruń 1:2 d. (0:0, 1:1, 0:0, d. 0:1)
  - KH Energa Toruń – JKH GKS Jastrzębie 2:3 d. (0:1, 1:1, 1:0, d. 0:1)
  - KH Energa Toruń – JKH GKS Jastrzębie 2:1 (1:0, 1:1, 0:0)
  - JKH GKS Jastrzębie – KH Energa Toruń 6:3 (2:2, 3:0, 1:1)
  - KH Energa Toruń – JKH GKS Jastrzębie 2:1 (1:0, 1:1, 0:0)
  - JKH GKS Jastrzębie – KH Energa Toruń 4:3 (1:2, 1:0, 2:1)
- MKS Comarch Cracovia (4) – GKS Tychy (5) 2:4 (23, 24, 27, 28 lutego, 11, 13 marca)
  - MKS Comarch Cracovia – GKS Tychy 2:3 (1:0, 1:2, 0:1)
  - MKS Comarch Cracovia – GKS Tychy 4:2 (1:2, 1:0, 2:0)
  - GKS Tychy – MKS Comarch Cracovia 3:1 (1:0, 2:0, 0:1)
  - GKS Tychy – MKS Comarch Cracovia 3:2 (1:0, 1:2, 1:0)
  - MKS Comarch Cracovia – GKS Tychy 3:2 k. (2:0, 0:1, 0:1, d. 0:0, k. 2:1)
  - GKS Tychy – MKS Comarch Cracovia 3:2 d. (1:1, 1:1, 0:0, d. 1:0)

Półfinały:
- KH GKS Katowice (1) – GKS Tychy (5) 4:3 (18, 19, 22, 23, 26, 28, 30 marca)
  - KH GKS Katowice – GKS Tychy 2:0 (0:0, 1:0, 1:0)
  - KH GKS Katowice – GKS Tychy 2:3 d. (1:0, 1:1, 0:1, d. 0:1)
  - GKS Tychy – KH GKS Katowice 6:2 (4:0, 1:2, 1:0)
  - GKS Tychy – KH GKS Katowice 2:6 (1:1, 1:1, 0:4)
  - KH GKS Katowice – GKS Tychy 2:1 (0:0, 0:0, 2:1)
  - GKS Tychy – KH GKS Katowice 3:2 k. (0:1, 0:0, 2:1, d. 0:0, k. 2:1)
  - KH GKS Katowice – GKS Tychy 3:2 d. (0:0, 2:1, 0:1, d. 1:0)
- KS Re-Plast Unia Oświęcim (2) – JKH GKS Jastrzębie (3) 4:2 (19, 20, 23, 24, 27, 29 marca)
  - KS Re-Plast Unia Oświęcim – JKH GKS Jastrzębie 3:2 d. (0:2, 0:0, 2:0, d. 1:0)
  - KS Re-Plast Unia Oświęcim – JKH GKS Jastrzębie 4:2 (1:1, 1:1, 2:0)
  - JKH GKS Jastrzębie – KS Re-Plast Unia Oświęcim 2:3 d. (1:0, 0:0, 1:2, d. 0:1)
  - JKH GKS Jastrzębie – KS Re-Plast Unia Oświęcim 4:3 d. (2:2, 1:1, 0:0, d. 1:0)
  - KS Re-Plast Unia Oświęcim – JKH GKS Jastrzębie 2:3 k. (1:1, 0:0, 1:1, d. 0:0, k. 2:3)
  - JKH GKS Jastrzębie – KS Re-Plast Unia Oświęcim 1:4 (1:2, 0:1, 0:1)

Finał:
- KH GKS Katowice (1) – KS Re-Plast Unia Oświęcim (2) 4:0 (3, 4, 7, 8 kwietnia)
  - KH GKS Katowice – KS Re-Plast Unia Oświęcim 4:2 (0:0, 4:1, 0:1)
  - KH GKS Katowice – KS Re-Plast Unia Oświęcim 1:0 (0:0, 1:0, 0:0)
  - KS Re-Plast Unia Oświęcim – KH GKS Katowice 3:5 (1:2, 1:2, 1:1)
  - KS Re-Plast Unia Oświęcim – KH GKS Katowice 1:4 (0:2, 1:0, 0:2)

O 3. miejsce:
- JKH GKS Jastrzębie (3) – GKS Tychy  (5) 2:1 (4, 7, 10 kwietnia)
  - JKH GKS Jastrzębie – GKS Tychy 4:5 (0:1, 2:2, 2:2)
  - GKS Tychy – JKH GKS Jastrzębie 2:5 (1:2, 1:2, 0:1)
  - JKH GKS Jastrzębie – GKS Tychy 3:1 (0:0, 1:0, 2:1)

### Statystyki
Statystyki zaktualizowane po zakończeniu rundy zasadniczej.
| Gole                            | Gole | Asysty                                   | Asysty | Punkty                                 | Punkty |
| ------------------------------- | ---- | ---------------------------------------- | ------ | -------------------------------------- | ------ |
| Grzegorz Pasiut (GKS Katowice)  | 10   | Victor Rollin Carlsson (Unia Oświęcim)   | 11     | Grzegorz Pasiut (GKS Katowice)         | 17     |
| Patryk Wronka (GKS Katowice)    | 9    | Roman Rác (JKH GKS Jastrzębie)           | 10     | Victor Rollin Carlsson (Unia Oświęcim) | 17     |
| Jean Dupuy (GKS Tychy)          | 8    | Dominik Paś (JKH GKS Jastrzębie)         | 10     | Patryk Wronka (GKS Katowice)           | 15     |
| Martin Kasperlík (GKS Katowice) | 8    | Bartosz Fraszko (GKS Katowice)           | 10     | Dominik Paś (JKH GKS Jastrzębie)       | 15     |
| Teddy Da Costa (Unia Oświęcim)  | 7    | Siarhiej Bahalejsza (JKH GKS Jastrzębie) | 9      | Jean Dupuy (GKS Tychy)                 | 14     |

### Skład triumfatorów
Skład zdobywcy mistrzostwa Polski – drużyny KH GS Katowice - w sezonie 2021/2022:
| Sztab szkoleniowy: - Jacek Płachta – główny trener - Ireneusz Jarosz – asystent trenera |  | Bramkarze: - 21 Maciej Miarka - 31 John Murray - Patryk Świerczyna Obrońcy: - 2 Carl Hudson - 98 Aleksandr Jakimienko - 4 Oskar Krawczyk - 12 Maciej Kruczek (A) - 34 Dawid Musioł - 97 Mateusz Rompkowski - 22 Kalle Valtola - 8 Patryk Wajda (A) - 5 Jakub Wanacki |  | Napastnicy: - 24 Mateusz Bepierszcz - 19 Piotr Ciepielewski - 53 Anthon Eriksson - 10 Bartosz Fraszko - 88 Patryk Krężołek - 23 David Lebek - 7 Matias Lehtonen - 92 Mateusz Michalski - 81 Joona Monto - 75 Szymon Mularczyk - 18 Grzegorz Pasiut (C) - 11 Jakub Prokurat - 77 Miro-Pekka Saarelainen - 48 Igor Smal - 86 Filip Wielkiewicz - 95 Patryk Wronka |

## Kolejność końcowa
| Lp. | Drużyna                       | Uwagi                              |
| --- | ----------------------------- | ---------------------------------- |
| 1.  | KH GKS Katowice               | 1. miejsce po sezonie zasadniczym  |
| 2.  | TH Re-Plast Unia Oświęcim     |                                    |
| 3.  | JKH GKS Jastrzębie            | Zdobywca Superpucharu Polski 2021. |
| 4.  | GKS Tychy                     |                                    |
| 5.  | Comarch Cracovia              | Zdobywca Pucharu Polski 2021.      |
| 6.  | KH Energa Toruń               |                                    |
| 7.  | Ciarko STS Sanok              |                                    |
| 8.  | HK Zagłębie Sosnowiec         |                                    |
| 9.  | KH TatrySki Podhale Nowy Targ |                                    |